# Christof Stählin

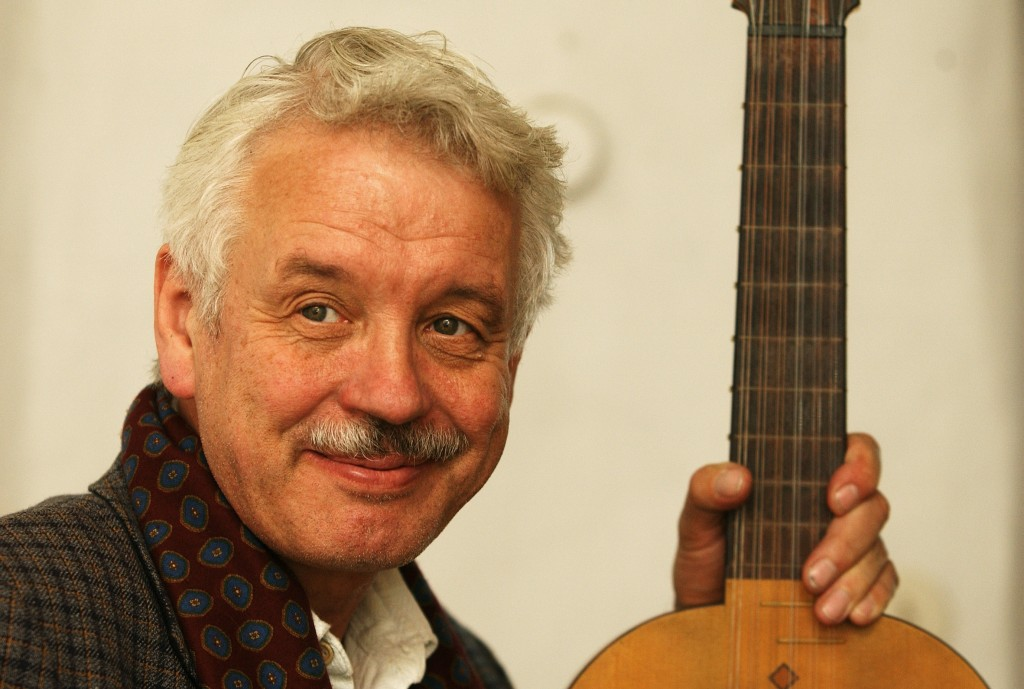
Christof Stählin und sein Instrument, die Vihuela

Christof Stählin (* 18. Juni 1942 in Rothenburg ob der Tauber; † 9. September 2015 in Hechingen) war ein deutscher Schriftsteller, Liedermacher und Kabarettist.

## Leben und Wirken

Christof Stählin 1975 am Folkfestival Lenzburg (Schweiz)

Christof Stählin war ein Sohn des Pfarrers und Theologen Rudolf Stählin und damit ein Enkel des Oldenburger Bischofs Wilhelm Stählin. Er wuchs in Mittelfranken und München auf und studierte in Marburg, Bonn und Tübingen vergleichende Religionswissenschaften, Völkerkunde und Soziologie. Sein Instrumentallehrer war Oscar Besemfelder.
Ab 1970 war er auf Tourneen mit eigenen Liedern und Texten unterwegs. Mit dem Trompetenvirtuosen Edward Tarr und dem Cellisten und Bassisten Martin Bärenz gründete er das Ensemble „Fanfare der Poesie“. Auf ihre Zusammenarbeit geht die Wiederentdeckung der Lieder des „deutschen Bellman“, Johann Christian Günther, zurück.
1976 gründete er in Tübingen den Verlag Nomen+Omen, in dem die Mehrzahl seiner Alben und Bücher erschienen. Von 1979 bis 1986 gab Stählin in loser Folge ein- bis zweimal im Jahr das Periodikum Schöner denken. Zeitung für Humor & Mystik heraus. 1989 rief er die Friedberger Akademie für Poesie und Musik – Sago ins Leben, inzwischen Sago – Mainzer Akademie für Musik und Poesie. Seit 1991 lebte Stählin in Hechingen.
Christof Stählin starb mit 73 Jahren an den Folgen eines Hirntumors.
In den Jahren 2013 und 2022 wurde Stählin jeweils von Freunden, Schülern und (teils prominenten) Kollegen in Form von Tribute-CDs gewürdigt.

## Zitate
Über Christof Stählin

„Unter den wirklich guten Kabarettisten ist er gewiß der stilvollste: Christof Stählin, dessen Name zum Synonym für edles, literarisch ausgefeiltes Kabarett geworden ist […] Stets auf elegant-gehobenem Niveau und rhetorisch brillant, ohne grelle Töne, aber in schillernden Facetten.“

„Ein präziser Beobachter und Wortmetz, Tondichter und Sänger ist Christof Stählin, der heimliche Doyen der Waldeck-Lieder‚macher‘. […] Seine letzten CDs kündigen ein reifes, gelassenes Spätwerk an. Manche deutschen Wellen sind vorübergeschwappt, während Stählins leise gezupften, unaufdringlichen und dennoch schlagkräftigen Lieder unüberhörbar weiterklingen.“

Von Christof Stählin

„Ich möchte mein Publikum auf möglichst wenig laute, dafür aber eindringliche Art unterhalten. Den Stoff für die Stücke suche ich aus den Zwischenbereichen des Lebens zu ziehen, aus den Ritzen: Tagtraum, Schatten, Schaum, kleine Handbewegungen. Meine Aufmerksamkeit bewegt sich dort, wo das Privateste allen gemein ist, wo das Triviale ins Geheimnisvolle umschlägt. Gesellschaft suche ich dort, wo sie sich in jedem Einzelnen abspielt, Politik da wo sie eine gemeinsame Wurzel mit vermeintlich unpolitischen Lebensbereichen hat. Karl Valentin ist mein Vorbild darin, das Selbstverständliche in Zweifel zu ziehen, denn das Selbstverständliche ist die empfindlichste Seite jeder Gesellschaft […] Ich möchte, dass mein Zuhörer fühlt, wie dicht bei ihm die Grenze zum Unerforschten liegt, ja dass sie durch ihn selbst hindurch geht. Es geht darum, einige Dinge umzustoßen, die bei uns so sehr feststehen: dass Phantasie nicht präzise, dass Traum nicht konkret, dass Denken nicht sinnlich sei, dass Poesie und eine kritische Sicht der Welt nicht zusammengehören.“

„Und wenn ich einmal nicht mehr aufzufinden bin, / dann sucht mich nicht im Norden, denn dann steh ich / als Zypresse, als Zypresse, als Zypresse, / auf einem Berge jenseits aller Pässe, / mit anderen zusammen da im Hain, / dann laßt mich bei Zypressen sein.“

## Kabarettprogramme
- Geistwerk, Mundwerk, Fingerwerk. 1980
- Schneeluft im Treibhaus. 1981
- Mag denn keiner die Bundesrepublik? 1984
- Sire, es ist Zeit. (TV auch: Wer köpft die Mehrheit.) 1989
- Die Kunst der Herablassung. 1993
- Barbaren. 1997
- Fräulein Meier: Gift und Güte... 2000
- In den Schluchten des Alltags. 2001
- Giacomo Casanova. 2004
- Deutschland. Wir bitten um Ihr Verständnis. 2008
- Wunderpunkte. 2009

## Werke
Bücher
- Findelkinder. Nomen + Omen, Tübingen 1981, ISBN 3-923182-00-7
- Mag denn keiner die Bundesrepublik? Aperçus, Geschichten, Lieder, Noten. Nomen + Omen, Tübingen 1985, ISBN 3-923182-02-3
- Der Dandy und andere. Monologe und Erzählungen. Haffmans, Zürich 1986, ISBN 3-251-00086-1
- Sire, es ist Zeit. Ein Programm über uns und die Französische Revolution. Texte, Lieder, Notizen. Nomen + Omen, Tübingen 1990, ISBN 3-923182-04-X
- Essays über Geschmack, Humor, Adel, Küsse und andere Gegenstände zwischen Poesie, Geschichte und Physik. Haffmans Verlag, Zürich 1992, ISBN 3-251-01183-9
- Die Kunst der Herablassung. Nomen + Omen, Hechingen 1995, ISBN 3-923182-08-2
- (mit Anja Reichel) Das kleine Schaf und der gute Hirte. Gabriel, Stuttgart/Wien 2004, ISBN 3-522-30053-X

Tonträger
- Meine Sinecure – Vier Chansons. EP 1968
- Der Busen / Meine Freundinnen. Single 1970
- Privatlieder. LP 1974
- Lieder für Andere. LP 1976
- Fanfare der Poesie: Johann Christian Günther, Lieder (1. Teil). LP 1977 (1. und 2. Teil als CD 2014)
- Fanfare der Poesie: Das Einhorn. LP 1978
- Fanfare der Poesie: Johann Christian Günther, Lieder (2. Teil). LP 1979 (s. o. 1. Teil)
- Querschnitt Lieder 1968–1979. LP 1980
- Fanfare der Poesie: Feuer, Wasser, Luft und Erde. LP 1981
- Wie das Leben schmeckt. LP 1982
- Schneeluft im Treibhaus. LP 1983
- Mag denn keiner die Bundesrepublik? LP 1984
- Geheime Hymnen. LP 1986
- Sire, es ist Zeit. LP 1989
- Promenade. CD 1990
- Auf einem anderen Blatt. CD 1997
- Stiller Mann. CD 2006
- In den Schluchten des Alltags. CD 2007
- Aus freien Stücken. CD 2011
- Fräulein Meier – Gift und Güte einer schwäbischen Greisin. CD 2013

Übersetzungen
- Imke Sönnichsen / Elizabeth Liddle: Mama, wie groß ist der Himmel? Aus dem Englischen von Christof Stählin. Gabriel, Stuttgart/Wien 2003, ISBN 3-522-30032-7
- Imke Sönnichsen / Elizabeth Liddle: Das ist so ungerecht! Aus dem Englischen von Christof Stählin. Gabriel, Stuttgart/Wien 2009, ISBN 978-3-522-30133-6
- Imke Sönnichsen / Elizabeth Liddle: Mal bin ich der Beste und mal du! Aus dem Englischen von Christof Stählin. Gabriel, Stuttgart/Wien 2009, ISBN 978-3-522-30211-1

## Auszeichnungen
- 1976: Deutscher Kleinkunstpreis in der Kategorie Chanson
- 1978: Deutscher Schallplattenpreis für Das Einhorn
- 1985: Buxtehuder Kleinkunstigel
- 1991: Liederpreis des Südwestfunks
- 2000: Bundesverdienstkreuz
- 2010: Ehrenurkunde des Preises der deutschen Schallplattenkritik
- 2013: Ehrenpreis des Landes Rheinland-Pfalz zum Deutschen Kleinkunstpreis 2013[7]
- 2016: Kleinkunstpreis Baden-Württemberg (Ehrenpreis, postum)